# Brody (rejon borysowski)
Brody (biał. Броды; ros. Броды) – wieś na Białorusi, w obwodzie mińskim, w rejonie borysowskim, w sielsowiecie Msciż. W 2009 roku liczyła 56 mieszkańców.